# Il codice della pistola
Il codice della pistola (The Man from Galveston) è un film del 1963 diretto da William Conrad.
È un film western statunitense con James Coburn, Jeffrey Hunter, Preston Foster e Joanna Moore. Originariamente doveva servire come pilot per la serie televisiva Temple Houston.

## Produzione
Il film, diretto da William Conrad su una sceneggiatura di Dean Riesner e Michael S. Zagor, fu prodotto da Michael Meshekoff per la Warner Bros. Pictures e girato nei Warner Brothers Burbank Studios a Burbank nel marzo del 1963.

## Distribuzione
Il film fu distribuito con il titolo The Man from Galveston negli Stati Uniti il 18 dicembre 1963 (première a Seattle) al cinema dalla Warner Bros. Pictures. È stato distribuito anche in Grecia con il titolo O gigas tou Far West e in Italia con il titolo Il codice della pistola.

## Critica
Secondo Leonard Maltin il film è un "piccolo e insoddisfacente western".

## Promozione
La tagline è: "The man who brought law and order to the Lone Star State!".